# Hedeoma acinoides
Hedeoma acinoides är en kransblommig växtart som beskrevs av Scheele. Hedeoma acinoides ingår i släktet Hedeoma och familjen kransblommiga växter. Inga underarter finns listade i Catalogue of Life.